# Spinotarsus ingwavuma
Spinotarsus ingwavuma är en mångfotingart som beskrevs av Kraus 1960. Spinotarsus ingwavuma ingår i släktet Spinotarsus och familjen Odontopygidae. Inga underarter finns listade i Catalogue of Life.